# Serra Llobera (Campmany)
La Serra Llobera és una serra situada al municipi de Campmany a la comarca de l'Alt Empordà, amb una elevació màxima de 157 metres.